# Mazowsze Serce Polski
Das Team Mazowsze Serce Polski ist ein polnisches Radsportteam mit Sitz in Warschau.

## Organisation und Geschichte
2016 einigten sich Andrzej Sypytkowski, Teamdirektor des De Rosa Rybnik-Teams und ehemaliger polnischer Meister und Olympiamedaillengewinner, und Marcin Pec, Chef von Hurom Polska, ein professionelles Radsportteam zu bilden. Gesponsert von Hurom, wurde das Team Hurom zur Saison 2017 als UCI Continental Team ins Leben gerufen.
Nach dem Rückzug von Hurom Polska stand das Team Ende 2019 vor der Auflösung. Zur Saison 2021 fusionierte das Team Hurom mit dem Team Wibatech Merx 7R, wobei es zu einer Abspaltung von Teilen des Teams Huron kam.
Auf Initiative von Dariusz Banaszek, der bis Ende 2019 im Team Hurom angestellt war, wurde zur Saison 2020 ein neues Team unter dem Namen Mazowsze Serce Polski gegründet, in dem Teile des Teams Hurom aufgingen. Formal für die UCI ist das neue Team die Fortführung des Teams Hurom. Hauptsponsor ist die Woiwodschaft Masowien, von 2021 bis 2023 kam HRE Investments, ein polnisches Immobilienunternehmen, als Co-Titelsponsor dazu.
Haupteinsatzgebiet des Teams ist die UCI Europe Tour, auf der das Team in den Jahren 2020 und 2021 zum stärksten Continental Team wurde. Nach einer Saison mit nur einem Sieg konnten die Fahrer 2024 erneut 17 Siege dem Palmarès ihres Teams hinzufügen. Nach der Saison 2024 verzeichnete das Team mehrerer Leistungsträger, im Gegenzug konnte das Team mit Jakub Mareczko und Łukasz Owsian zwei Fahren mit Erfahrungen auf der UCI WorldTour gewinnen.

## Saison 2025
Mannschaft
| Teamkader 2025                     | Teamkader 2025     | Teamkader 2025 | Teamkader 2025                       |
| Name                               | Geburtsdatum       | Land           | Vorheriges Team                      |
| ---------------------------------- | ------------------ | -------------- | ------------------------------------ |
| Ksawery Adaszak                    | 11. Dezember 2006  | Polen          |                                      |
| Paweł Bernas                       | 24. Mai 1990       | Polen          | JBG-2 CryoSpace (2022)               |
| Konrad Czabok                      | 19. März 2001      | Polen          |                                      |
| Mateusz Gajdulewicz                | 22. Dezember 2003  | Polen          | Vendée U Pays de la Loire (2024)     |
| Hubert Grygowski                   | 5. Januar 2004     | Polen          | Arkéa-B&B Hôtels Continentale (2024) |
| Filip Helta (23. Feb.–31. Dez.)    | 4. September 1997  | Polen          |                                      |
| Jakub Kaczmarek                    | 27. September 1993 | Polen          | CCC Sprandi Polkowice (2017)         |
| Dawid Lewandowski                  | 4. April 2006      | Polen          |                                      |
| Jakub Mareczko (14. Feb.–31. Dez.) | 30. April 1994     | Italien        | Team Corratec-Vini Fantini (2024)    |
| Kacper Mientki                     | 7. November 2006   | Polen          |                                      |
| Łukasz Owsian                      | 24. Februar 1990   | Polen          | Arkéa-B&B Hotels (2024)              |
| Szymon Pomian                      | 6. April 2002      | Polen          | Lubelskie Perła Polski (2024)        |
| Michał Pomorski                    | 4. August 2003     | Polen          | Warszawski Klub Kolarski (2021)      |
| Maksymilian Radosz                 | 25. September 2003 | Polen          | Warszawski Klub Kolarski (2021)      |
| Michał Strzelecki                  | 9. März 2006       | Polen          |                                      |
|                                    |                    |                |                                      |
| Quelle: ProCyclingStats            |                    |                |                                      |

Erfolge
| Siege | Siege  | Siege | Siege  | Siege  | Siege |
| Datum | Rennen | Staat | Klasse | Sieger |       |
| ----- | ------ | ----- | ------ | ------ | ----- |

## Bisherige Saisonerfolge
| Rennserie                 | 2017 | 2018 | 2019 | 2020 | 2021 | 2022 | 2023 | 2023 |
| ------------------------- | ---- | ---- | ---- | ---- | ---- | ---- | ---- | ---- |
| UCI ProSeries             | -    | -    | -    | -    | -    | -    | -    | -    |
| UCI Continental Circuits  | -    | 2    | -    | 13   | 13   | 15   | -    | 16   |
| nationale Meisterschaften | -    | -    | -    | -    | 1    | 2    | 1    | 1    |

## Platzierungen in UCI-Ranglisten
UCI-Weltrangliste
| World Ranking | World Ranking | World Ranking               | World Ranking |
| Jahr          | Teamwertung   | Einzelwertung               |               |
| ------------- | ------------- | --------------------------- | ------------- |
| 2017          | —             | Paweł Franczak (448. )      |               |
| 2018          | —             | Eryk Latoń (706. )          |               |
| 2019          | 128.          | Adrian Kurek (859. )        |               |
| 2020          | 33.           | Jakub Kaczmarek (147. )     |               |
| 2021          | 32.           | Alan Banaszek (178. )       |               |
| 2022          | 34.           | Marceli Bogusławski (265. ) |               |
| 2023          | 50.           | Norbert Banaszek (356. )    |               |
| 2024          | 41.           | Marcin Budziński (193. )    |               |
|               |               |                             |               |
| Quelle: UCI   |               |                             |               |